# Claude Jaccottet
Claude Jaccottet, né à La Tour-de-Peilz le 21 juin 1915, et mort à Dijon le 2 mai 2000, est un architecte établi dans le canton de Vaud, en Suisse, et spécialisé dans la restauration de monuments historiques.

## Biographie
Claude Jaccottet est fils de Georges-Jean Jaccottet, rédacteur en chef de la Tribune de Lausanne, et de Louise-Cécile, née Masson. Son frère Georges Jaccottet, a mené une carrière politique. Claude Jaccottet étudie l’architecture à l’École polytechnique fédérale de Zurich de 1933 à 1937. Après avoir dirigé la construction ou transformation de plusieurs maisons privées à partir de 1939, l'un des premiers grands chantiers du jeune architecte a été, de 1946 à 1949, la restauration de l’abbatiale de Saint-Maurice, dont le clocher s’était effondré à la suite de la chute d'un rocher tombé de la falaise. Ces travaux témoignent déjà d'une orientation dont Jaccottet ne se départira plus : celle d’un profond respect à l’égard du monument. Il intervient avec délicatesse, en maintenant tout ce qui peut être sauvegardé.
Entre 1950 et 1954, Jaccottet travaille en France, à Dijon, à Nancy, à Raon-l'Étape (Vosges), et projette même la construction d'un immeuble locatif à Punta Arenas au Chili. À partir de 1955, il revient s'établir en Suisse.
Ses riches archives documentent cette carrière au service de la conservation monumentale et de l’inventaire scientifique du patrimoine. Il intervient sur les églises de Bursins, Commugny, Coppet, Cossonay, Granges-Marnand, Saint-Etienne de Moudon, Oron, Perroy, Puidoux, Valeyres-sous-Rances, Vevey (église catholique), la collégiale Saint-Laurent d'Estavayer, l'église méthodiste allemande et les églises de Saint-Laurent et de Saint-François à Lausanne.
Dans le domaine castral, il œuvre notamment aux châteaux d'Aubonne, Lutry, Morges, Rougemont et Vufflens, ainsi qu'à la maison de l'Élysée à Lausanne.
Expert largement reconnu, Claude Jaccottet siège dans de nombreuses commissions et groupes de travail : à la Commission fédérale des monuments historiques, à la Commission cantonale vaudoise des monuments historiques, à la Commission technique de la cathédrale de Lausanne, au Comité pour la restauration du château de Chillon, à la Commission consultative sur les affiches et autres procédés de réclame, à la Commission cantonale consultative du logement, à la Commission cantonale de recours en matière de démolition et transformation de maisons d’habitation, à la Commission cantonale pour la rédaction des Monuments d’art et d’histoire (inventaire scientifique du patrimoine), au Groupe de travail pour le contrôle du recensement des Biens culturels, à la Société suisse pour la Protection des Biens Culturels, enfin à la Commission scientifique de la Société d'histoire de l'art en Suisse. Il a été l’un des premiers à chercher à informatiser le recensement architectural du canton de Vaud, mis en place par Jean-Pierre Dresco, chef du service des bâtiments de l’État.
L’architecte, enfin, est actif aussi dans la construction contemporaine. Il construit de nombreux immeubles, petits et grands, au nombre desquels on peut citer le centre de rencontre de l’Église réformée vaudoise, à savoir Crêt-Bérard (Puidoux) (1949-1951), ou encore des bâtiments administratifs ou locatifs, notamment le quartier de l'Ancien-Stand à Lausanne en 1961-1967, dans le cadre de l'Atelier des Architectes Associés (AAA : Alin Decoppet, Claude Jaccottet, Walter Maechler).
Son épouse Paule Jaccottet, née Guillemaut, sera associée aux premiers développements numériques dans la gestion du patrimoine en Suisse romande. Vers 1975, elle numérise au moyen du logiciel Infol-2, alors utilisé par l'Université de Genève, l'inventaire architectural de Lutry, .

## Sources
- Fonds : Jaccottet (Claude) (1941 - 1993) [45 mètres]. Collection : Archives privées; Cote : CH-000053-1 PP 546. Archives cantonales vaudoises (présentation en ligne).

- « Claude Jaccottet » (1945 - 1967) [1 enveloppe]. Collection : Archives privées; Fonds : ATS (Agence Télégraphique Suisse (1895-2005); Cote : CH-000053-1 Jacottet (Claude, 21 juin 1915 - 2000). Archives cantonales vaudoises (présentation en ligne).

## Publications
- « La restauration de la Basilique de l'Abbaye de Saint-Maurice », Bulletin technique de la Suisse romande, Volume 77 (1951), p. 305.

- (avec Théo-Antoine Hermanès), « Réflexions sur les limites de la restauration », in Cahier de l’Alliance culturelle romande, 21, 1975.

- « Saint-Etienne de Moudon, ou la cohabitation des styles », dans Cahiers de l'Alliance culturelle romande 21, 1975, pp. 98-104.

- Granges-près Marnand : église : restauration de 1970-1974, [s. l.] 1975.

- (avec Paule Jaccottet et Alain Jacquesson), « Recensement architectural et informatique », Habitation : revue trimestrielle de la section romande de l'Association Suisse pour l'Habitat, Volume 49 (1976), p. 14.

- (avec Leïla el-Wakil), L'architecte et les artisans de la restauration des monuments : thème de réflexion d'un récent colloque du comité national suisse de l'ICOMOS, Volume 31 (1980), p. 65

- (avec Gilbert-M. Rapin), « Restauration de l'église catholique de Vevey: utilisation de molasse reconstituée à liant époxy », Ingénieurs et architectes suisses, Volume 107 (1981), p. 369

- « Unité et diversité de nos bourgs et de nos villages », Alliance culturelle romande 28, octobre 1982, pp. 27-31

- « L’architecte et la conservation des monuments », Nos monuments d’art et d’histoire, 1, 1987, pp. 42-44.

- « Le Conseil International des Monuments et des Sites : ICOMOS », Nos monuments d’art et d’histoire, 4, 1987, p. 176.